# Holotrichia wiebesi
Holotrichia wiebesi är en skalbaggsart som beskrevs av Frey 1970. Holotrichia wiebesi ingår i släktet Holotrichia och familjen Melolonthidae. Inga underarter finns listade i Catalogue of Life.